# مشمش (عكار)

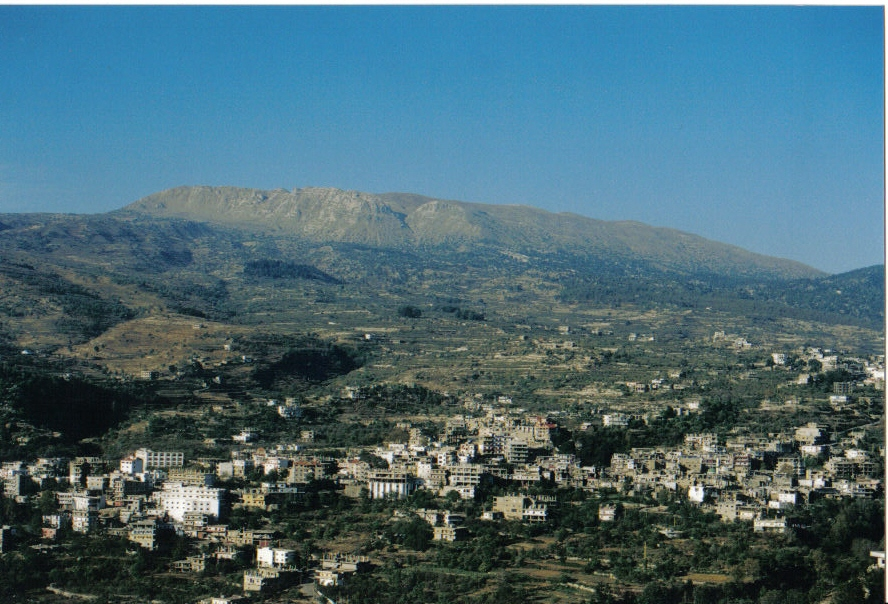
قرية مشمش في لبنان

كلمة مشمش يعود اصلها الى السريانية وتعني بالعربية مشمس وقد سميت بهذا الإسم نظرا لما تتمتع به من تضاريس مناخية جميلة وهيي قرية لبنانية من قرى قضاء عكار في محافظة الشمال. يبدأ ارتفاعها من 950 متر وتنتهي في جرودها بما يقارب 1800 متر وهيي تتمتع بمناظر طبيعية رهيبة للغاية ان كان في فصل الشتاء حيث تكتسي بثوبها الأبيض ام في الصيف حيث تكون الحراة معتدلة معظم الناس يقصد القرية بهدف الراحة النفسية والمشي في الدروب الجبلية تتمتع باكثر من درب (حقل الايس حرف التنوب شير كزبر حقل الخربه القطر بالإضافة الى الاودية ) تحتوي المنطقة على بعض المغاور الجيولوجية وبعضا منها أثرية لكنها لا تتمتع بحماية من قبل المسؤولين وتعتبر هذه المغاور خاصة مما جعلها عرضة احيانا للخراب والبعض الاخر لم يكتشف عنه شيء أو تدون عنه معلومات كزاروب بحمدون ويقال ان عميق في باطن الأرض كذلك مغارة الحمره وقلعة السناسل هذه المغاور لا يوجد حولها الاستكشاف الدقيق بعد وكتابة مدونات حولها تتمتع القرية بالغنى الوافر من الجمال الطبيعي حيث يتزين جردها بغابات اللزاب والتنوب والشوح تقع في تجمع للقرى يسمى جرد عكار، ويحدها شرقاً قضاء الهرمل وغرباً بلدات القرنة وبيت أيوب وحرار وقبعيت وشمالاً بلدة فنيدق وجنوباً قضاء الضنية وبلدة قبعيت، وتبعد 125 كلم عن العاصمة بيروت، كما يقطع أعالي البلدة درب الجبل اللبناني.